# IC 1574
IC 1574 је галаксија у сазвјежђу Кит која се налази на листи објеката дубоког неба у Индекс каталогу.
Деклинација објекта је - 22° 14' 46" а ректасцензија 0h 43m 4,0s. Привидна величина (магнитуда) објекта IC 1574 износи 13,8 а фотографска магнитуда 14,4. Налази се на удаљености од 4,710 милиона парсека од Сунца. IC 1574 је још познат и под ознакама ESO 474-18, MCG -4-2-43, UGCA 9, DDO 226, AM 0040-223, PGC 2578.